# Max de Rieux
Max Ernest Gautier dit Max de Rieux, né le 5 mars 1901 dans le 5e arrondissement de Paris et mort le 10 mars 1963 à Fréjus (Var), est un acteur, metteur en scène de théâtre et d'opéra, réalisateur et scénariste de cinéma français.
Il orienta principalement sa carrière vers la mise en scène d'opéras.

## Biographie
Max de Rieux fut directeur de scène à l'Opéra-Comique de 1938 à 1945, puis à l'Opéra de Paris de 1946 à 1957. Il fut un proche de Jean Bouchor et de Georges Hirsch.
Son nom, comme réalisateur ou producteur, est associé à de nombreux films, dont La Cousine Bette (1927), ainsi qu'à de nombreux enregistrements d'opéras et d'opérettes publiés sous le label Decca. Il participe après la Seconde Guerre mondiale à la renaissance des Chorégies d'Orange, plus ancien festival d'opéra et de musique classique de France, créées en 1869 sous le nom de Fêtes romaines, qui prirent le nom de Chorégies (du grec choreos, « les chœurs ») en 1902.
Il fut le premier à utiliser en France le play-back pour la diffusion des œuvres lyriques à la télévision (ORTF) le 29 avril 1952. Ce qui, quelques années plus tard, donne naissance au titre Play Bach, exécutions mondialement connues des œuvres de Bach en jazz par le grand pianiste Jacques Loussier, que Max de Rieux découvrit et dont il assura la direction artistique des disques avec Daniel Filipacchi.
Il fut également un grand collectionneur et bibliophile. Il avait épousé la chanteuse Éliane de Creus alors qu'ils étaient tous deux au Conservatoire.
Il est mort des suites d'un accident de voiture alors qu'il revenait d'acheter la maison de son ami Francis Poulenc (1899-1963) dans le Var.

## Filmographie

### Comme acteur
- 1923 : Le Petit Chose d'André Hugon : Daniel Eyssette
- 1924 : Les Grands d'Henri Fescourt
- 1925 : Comment j'ai tué mon enfant d'Alexandre Ryder
- 1925 : Jack de Robert Saidreau
- 1962 : La Croix des vivants d'Yvan Govar : Carl
- 1962 : Le Voyage à Biarritz de Gilles Grangier
- 1962 : Le Glaive et la balance d'André Cayatte
- 1962 : Que personne ne sorte  d'Yvan Govar

### Comme réalisateur
- 1926 : La Grande Amie
- 1927 : La Cousine Bette
- 1928 : Embrassez-moi, coréalisateur Robert Saidreau
- 1928 : J'ai l'noir ou le Suicide de Dranem
- 1931 : Une histoire entre mille
- 1932 : Gisèle and Partner
- 1934 : Les Deux mousquetaires de Nini
- 1948 : La Belle Meunière coréalisé avec  Marcel Pagnol

### Comme scénariste
- 1927 : La Cousine Bette
- 1928 : J'ai l'noir ou le Suicide de Dranem (1928)

### Comme assistant réalisateur
- 1926 : Yasmina d'André Hugon
- 1932 : Le Danube bleu (The Blue Danube) d'Herbert Wilcox